# Високово (22712000352)
Високово (рос. Высоково) — присілок в Борському міському окрузі Нижньогородської області Російської Федерації.
Населення становить 3 особи. Входить до складу муніципального утворення Міський округ місто Бор.

## Історія
Від 2010 року входить до складу муніципального утворення Міський округ місто Бор.

## Населення
| 2002 | 2010 |
| ---- | ---- |
| 14   | ↘3   |